# Хайлендерс
«Хайлендерс» (англ. Highlanders — «горцы» или «жители Хайленда»), в прошлом также «Отаго Хайлендерс», — новозеландский регбийный клуб из Данидина, выступающий в чемпионате Супер Регби. Команда представляет в первенстве Отаго, Северное Отаго и Саутленд. Название «Хайлендерс» принято в память о шотландских поселенцах из Хайленда, обосновавшихся на юго-западе Южного острова и способствовавших развитию упомянутых территорий в 1840-50-х гг. Клуб выступает в сине-жёлтой форме, при необходимости используя зелёно-синий резервный вариант.
В сезоне 2011 г. большинство домашних матчей «горцев» прошли на арене «Кэрисбрук», вмещавшей 29 тысяч зрителей. Некоторые игры при этом прошли в Инверкаргилле и Куинстауне. С 2012 г. клуб встречает соперников на «Форсайт Барр Стэдиум», построенном к чемпионату мира 2011 г. Новый комплекс способен принять 30 748 любителей регби и футбола.
Команда была сформирована в 1996 г. для участия в новом турнире Супер 12. В первом сезоне чемпионата «горцы» заняли восьмое место, через год же оказались на дне турнирной таблицы, одержав победу только в трёх матчах из одиннадцати. Впрочем, по итогам регулярных первенств 1998, 1999 и 2000 гг. клуб получал право сыграть в плей-офф сезона. В 1999 г. «Хайлендерс» дошли до финала — это достижение регбисты не повторили до сих пор. Соперниками южан по решающему матчу стали «Крусейдерс», также представители Южного острова. В матче, где хозяевами выступили спортсмены из Данидина, завершился победой гостей (24—19). Через год на пути «Хайлендерс» вновь стали жертвами «крестоносцев», но на этот раз в полуфинальной игре. С тех пор «горцы» финишировали в первой четвёрке лишь однажды — это произошло в 2002 г.
Рекордсменом клуба по количеству матчей является Энтон Оливер, который защищал цвета команды в 127 играх. Тринадцать игроков «Хайлендерс» провели за клуб 50 и более встреч. Наибольшее количество очков в синей регбийке — 857 — набрал Тони Браун. Лидерство по количеству попыток удерживает Джефф Уилсон — зачётная зона соперника покорялась ему 35 раз. Главным тренером команды является Джейми Джозеф, позицию капитана занимает Джейми Маккинтош.
В 2013 году в клубе появился первый японец — Фумиаки Танака.

## Название и цвета
Шотландские поселенцы, вдохновившие авторов проекта, были в числе основателей Данидина, известного также как «Эдинбург Юга». Сайт клуба сообщает: «Имя и образ Горца вызывает в сознании мысли о неистовой независимости, гордости за предков, преданности, силы, родства, честности и тяжёлой работы».
Цвета «горцев» — жёлтый, синий и бордовый — заимствованы у команд Северного Отаго, Отаго и Саутленда соответственно. Кроме того, синий цвет отражает связь с шотландской символикой.
3 июня 2011 г. был утверждён новый вариант домашней формы. Вопреки традициям, в ней доминировал лайм. Впервые регбисты «Хайлендерс» вышли на игру в новой форме в последнем домашнем матче сезона 2011 г. Несмотря на заметное недовольство болельщиков, форма должна была оставаться зелёной и в сезоне 2012 г. Однако 6 сентября 2011 г. руководство клуба объявило о возвращении к привычному синему цвету. Лаймовая экипировка была оставлена для гостевых матчей.

## Регионы

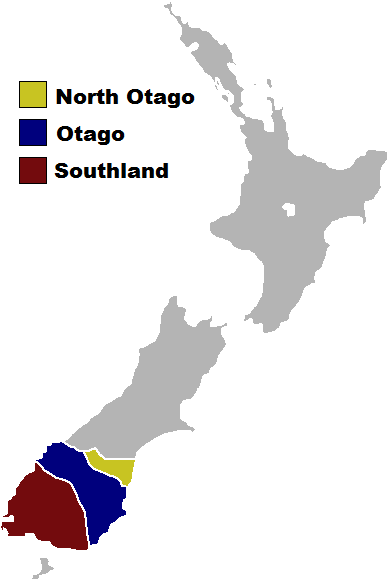
Провинции, которые представляет клуб.

Территория франшизы клуба в чемпионате включает Отаго, Северное Отаго и Саутленд. Как и другие команды, «Хайлендерс» имеют приоритетное право на подписание 24 игроков из своих регионов. Распределение спортсменов происходит через процедуру драфта. Команды Отаго и Саутленда соревнуются в профессиональном кубке ITM, коллектив из Северного Отаго играет в любительском Хартленд Чемпионшипе. Именно поэтому большинство игроков «Хайлендерс» представляют Отаго и Саутленд.

## Стадионы
С сезона 2012 г. команда выступает на арене «Форсайт Барр Стэдиум», открывшейся в августе 2011 г. Новое сооружение заменило предыдущий стадион «Кэрисбрук», морально устаревший для проведения игр высокого уровня, в том числе матчей чемпионата мира. В 2006 г. была создана организация The Carisbrook Stadium Trust, занимавшаяся планированием и возведением стадиона. «Форсайт Барр Стэдиум» при этом расположен не на месте предшественника: объект расположен близ Университета Отаго и порта Отаго. «Форсайт» оснащён крышей и подходит для проведения матчей в любых погодных условиях. Объект имеет прямоугольную форму, которая обеспечивает наличие 25 тысяч мест для зрителей. При необходимости их количество может быть увеличено до 30 748.

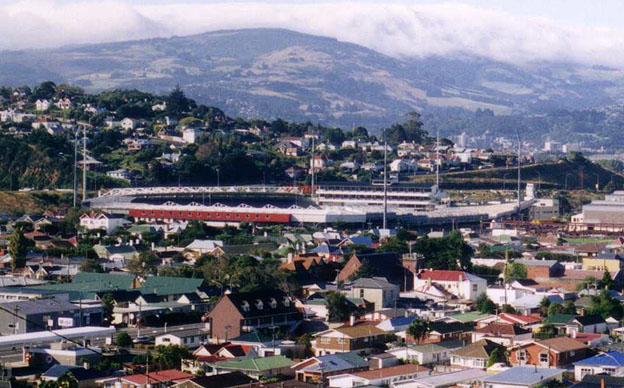
«Кэрисбрук Стэдиум»

«Кэрисбрук» был способен принять 29 тысяч болельщиков. Арена была известна среди фанатов под именем «Дом боли» (англ. "The House of Pain"). Большое студенческое сообщество города способствовало частому появлению молодых людей на играх клуба. Учащиеся — "Scarfies" — наблюдали за матчами с бетонных возвышений, расположенных к востоку от поля.
Как правило, клуб проводит не менее одной игры за пределами Данидина. Такие встречи проходят либо на «Рагби Парк» в Инверкаргилле, либо на «Куинстаун Ивентс Сентр» в Куинстауне. Первая арена регулярно выполняла эту функцию до 2007 г., затем одну из игр принял «Ивентс Сентр». Команда также проводила предсезонные игры на «Сентенниал Парк» в Оамару и «Шоуграундс» в Балклуте.
28 марта 2009 г. коллектив провёл домашний матч на стадионе «Арена Манавату» в городе Палмерстон-Норт — соперниками выступили «Буллз». Игру посетили 10 тысяч зрителей, что стало одним из лучших показателей сезона для «Хайлендерс».

## Результаты и достижения

### Супер 12
Приведённая ниже таблица содержит параметры выступлений клуба в лиге Супер 12. Предварительные и предсезонные матчи не учитываются.
| Год  | Игры | Победы | Ничьи | Поражения | Очки + | Очки — | Разница | Бонусы | Турнирные очки | Позиция | Плей-офф                           |
| ---- | ---- | ------ | ----- | --------- | ------ | ------ | ------- | ------ | -------------- | ------- | ---------------------------------- |
| 1996 | 11   | 5      | 0     | 6         | 329    | 391    | -62     | 6      | 26             | 8-я     |                                    |
| 1997 | 11   | 3      | 0     | 8         | 299    | 409    | -110    | 5      | 17             | 12-я    |                                    |
| 1998 | 11   | 7      | 0     | 4         | 343    | 279    | 64      | 6      | 34             | 4-я     | проигрыш «Блюз» в полуфинале       |
| 1999 | 11   | 8      | 0     | 3         | 280    | 203    | 77      | 3      | 35             | 2-я     | проигрыш «Крусейдерс» в финале     |
| 2000 | 11   | 6      | 0     | 5         | 320    | 280    | 40      | 8      | 32             | 3-я     | проигрыш «Крусейдерс» в полуфинале |
| 2001 | 11   | 6      | 0     | 5         | 284    | 295    | -11     | 5      | 29             | 5-я     |                                    |
| 2002 | 11   | 8      | 0     | 3         | 329    | 207    | 122     | 6      | 38             | 4-я     | проигрыш «Крусейдерс» в полуфинале |
| 2003 | 11   | 6      | 0     | 5         | 287    | 246    | 41      | 5      | 29             | 7-я     |                                    |
| 2004 | 11   | 4      | 1     | 6         | 299    | 347    | -48     | 8      | 26             | 9-я     |                                    |
| 2005 | 11   | 6      | 1     | 4         | 221    | 214    | 7       | 1      | 27             | 8-я     |                                    |

### Супер 14
Приведённая ниже таблица содержит параметры выступлений клуба в лиге Супер 14. Предварительные и предсезонные матчи не учитываются.
| Год  | Игры | Победы | Ничьи | Поражения | Очки + | Очки — | Разница | Бонусы | Турнирные очки | Позиция | Плей-офф |
| ---- | ---- | ------ | ----- | --------- | ------ | ------ | ------- | ------ | -------------- | ------- | -------- |
| 2006 | 13   | 6      | 0     | 7         | 228    | 276    | -48     | 3      | 27             | 9-я     |          |
| 2007 | 13   | 5      | 0     | 8         | 235    | 301    | -66     | 7      | 27             | 9-я     |          |
| 2008 | 13   | 3      | 0     | 10        | 257    | 338    | -81     | 7      | 19             | 11-я    |          |
| 2009 | 13   | 4      | 0     | 9         | 254    | 269    | -81     | 10     | 26             | 11-я    |          |
| 2010 | 13   | 3      | 0     | 10        | 297    | 397    | -100    | 6      | 18             | 12-я    |          |

### Супер Регби
Приведённая ниже таблица содержит параметры выступлений клуба в лиге Супер 14. Предварительные и предсезонные матчи не учитываются.
| Год  | Игры | Победы | Ничьи | Поражения | Очки + | Очки — | Разница | Бонусы | Турнирные очки | Позиция | Плей-офф                                 |
| ---- | ---- | ------ | ----- | --------- | ------ | ------ | ------- | ------ | -------------- | ------- | ---------------------------------------- |
| 2011 | 16   | 8      | 0     | 8         | 296    | 343    | -47     | 5      | 45             | 8-я     |                                          |
| 2012 | 16   | 9      | 0     | 7         | 359    | 385    | -26     | 6      | 50             | 9-я     |                                          |
| 2013 | 16   | 3      | 0     | 13        | 374    | 496    | -122    | 9      | 29             | 14-я    |                                          |
| 2014 | 16   | 8      | 0     | 8         | 401    | 442    | -41     | 10     | 42             | 6-я     | Поражение в четвертьфинале от Шаркс      |
| 2015 | 16   | 11     | 0     | 5         | 450    | 333    | +117    | 9      | 53             | 4-я     | Чемпионы                                 |
| 2016 | 15   | 11     | 0     | 4         | 422    | 273    | +149    | 8      | 52             | 5-я     | Поражение в полуфинале от Лайонз         |
| 2017 | 15   | 11     | 0     | 4         | 488    | 308    | +180    | 7      | 51             | 7-я     | Поражение в четвертьфинале от Крусейдерс |
| 2018 | 16   | 10     | 0     | 6         | 437    | 445    | -6      | 4      | 44             | 6-я     | Поражение в четвертьфинале от Уоратаз    |
| 2019 | 16   | 6      | 3     | 7         | 441    | 392    | +49     | 6      | 36             | 8-я     | Поражение в полуфинале от Крусейдерс     |

### Рекорды
В 1998 и 1999 гг. команда поставила несколько рекордов, которые не может побить до сих пор. В 1998 г. «горцы» записали в актив 374 очка и 40 попыток — оба этих показателя являются лучшими за весь период выступлений. Через год победа над «Буллз» со счётом 65—23 вошла в историю сразу по нескольким причинам. «Хайлендерс» заработали в этом матче наибольшее количество очков, попыток (9) и выиграли с наибольшей разницей (42).
Действующий игрок клуба Тони Браун удерживает ряд личных рекордов. В сезоне 2000 г. он заработал наибольшее количество очков (150). В общей сложности им получены 857 очков. 144 из них набраны за реализации, 183 - за пенальти, кроме того, на его счету шесть дроп-голов. Лучшую результативность в матче продемонстрировал Бен Блэр (28, "Шаркс", 2005). 35 попыток за клуб занёс бывший игрок Джефф Уилсон. По три попытки в одной игре заносили упомянутые Блэр и Уилсон, а также Исраэл Дэгг, Дуг Хоулетт, Райан Николас, Джереми Стенли и То’о Ваэга.

## Игроки

### Регбисты, заигранные на международном уровне
- Аарон Смит (92 матчей)
- Зейн Капели (10 матчей)
- Фумиаки Танака (68 матчей)
- Бен Смит (64 матча)
- Брайан Лима (60 матчей)
- Серу Рабени (30 матчей)
- Вилимони Деласау (29 матчей)
- Вайсаке Нахоло (18 матчей)
- Лима Сопоанга (15 матчей)
- Лиам Сквайр (14 матчей)
- Эллиот Диксон (3 матча)
- Люк Вайтлок (2 матча)
- Лиам Колтман (8 матчей)
- Шэннон Фризелл (9 матчей)
- Джаррад Хоэата (3 матча)

## Трансферы-2013

### Ушли
- Джеймс Хаскелл в  «Лондон Уоспс»[18]
- Джимми Коуэн в  «Глостер»[19]
- Крис Ноукс в  «Блюз»[20]
- Сиале Пиутау в  «Ямаха Джубило»[21]

## Тренеры и менеджеры
Первый сезон команда начала под руководством Гордона Хантера, который затем пополнил тренерский штаб «Олл Блэкс». Его преемником в 1997 г. стал Глен Росс. Однако уже к следующему соревновательному году команду готовил Тони Гилберт. В 1999 г. он продолжил работу, но вскоре также перешёл на должность в национальной сборной. В 2000 и 2001 гг. клуб тренировал Питер Слоун. Его дальнейшая карьера связана с работой в «Блюз». Пост главного тренера в 2002 г. занял Лори Мэйнс, вернувшийся из ЮАР. В 2003 г. он покинул команду в результате конфликта с ведущими игроками. Место Мэйнса занял Грег Купер, который оставался в клубе дольше предшественников — с 2003 по 2007 гг. Его новым работодателем тоже стали «Блюз». В 2008—2010 гг. с «Хайлендерс» работал Гленн Мур. Причиной его ухода стали неудовлетворительное выступление команды: при нём коллектив выиграл 10 матчей, уступив в 29. Его заменил бывший фланкер сборной Новой Зеландии Джейми Джозеф, занимающий должность поныне.

### Главный тренер
- Аарон Можер